# Valais
Valais (francouzsky) či Wallis (německy) je kanton na jihu Švýcarska. Na jihu hraničí s Itálií, na jihozápadě pak s Francií. Vedle převažující francouzštiny je zde úředním jazykem také němčina. V západní části kantonu žije francouzsky mluvící (částečně frankofonní), ve východní části převážně německy mluvící obyvatelstvo. Valais tedy patří jak k francouzsky mluvícímu Švýcarsku (Romandii), tak také k německy mluvícímu Švýcarsku. Hlavním městem je Sion. Rozlohou je Valais třetím největším švýcarským kantonem (po Graubündenu a Bernu) a leží celý v Alpách.

## Znak a vlajka

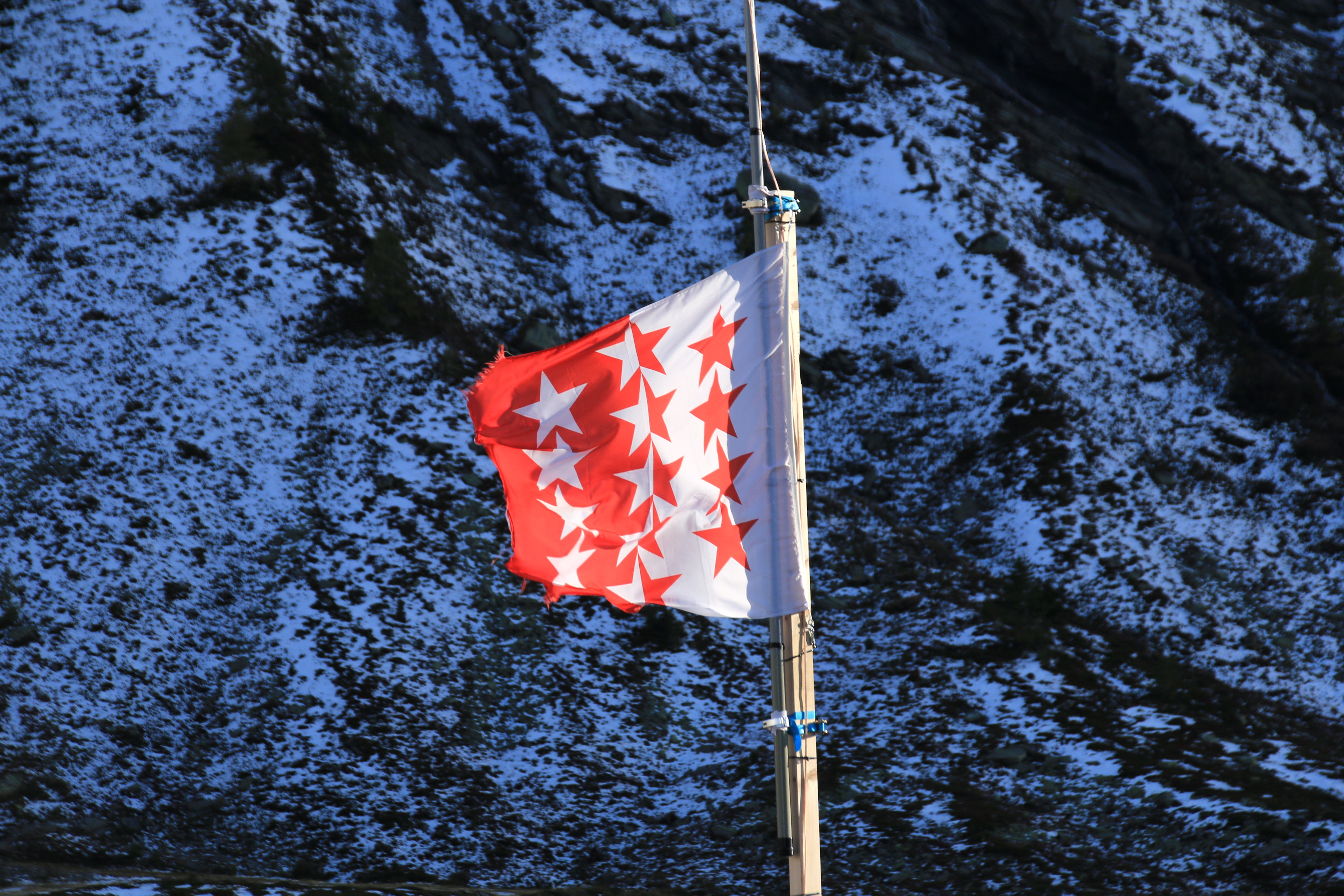
Vlající vlajka kantonu

Vlajka Valais zobrazuje 13 hvězd ve třech svislých řadách (rozdělení 4-5-4) na červenobílém pozadí. Červená polovina s bílými hvězdami je vpravo, pět středových hvězd je dvoubarevných. Pokud je vlajka umístěna na žerdi, je bílá polovina s červenými hvězdami na straně žerdi, a tvoří tak žerďovou část.
Červená a bílá (dříve červená a stříbrná) jsou barvy sionského biskupa. Třináct hvězd představuje desátky (Zenden), což je označení někdejším autonomních částí moderního kantonu, z nichž se později staly okresy Valais. Vlajka a erb, tehdy ještě bez hvězd, existují pravděpodobně od roku 999, kdy Rudolf III. Burgundský daroval Valais sionské diecézi. Vlajka je písemně doložena od roku 1220 a prameny z konce 15. století uvádějí erby se 6, 7, 9, 11 a 16 hvězdami. Od roku 1802 bylo hvězd dvanáct, s novým okresem Conthey přibyla 12. května 1815 třináctá, zatím poslední hvězda.

## Geografie

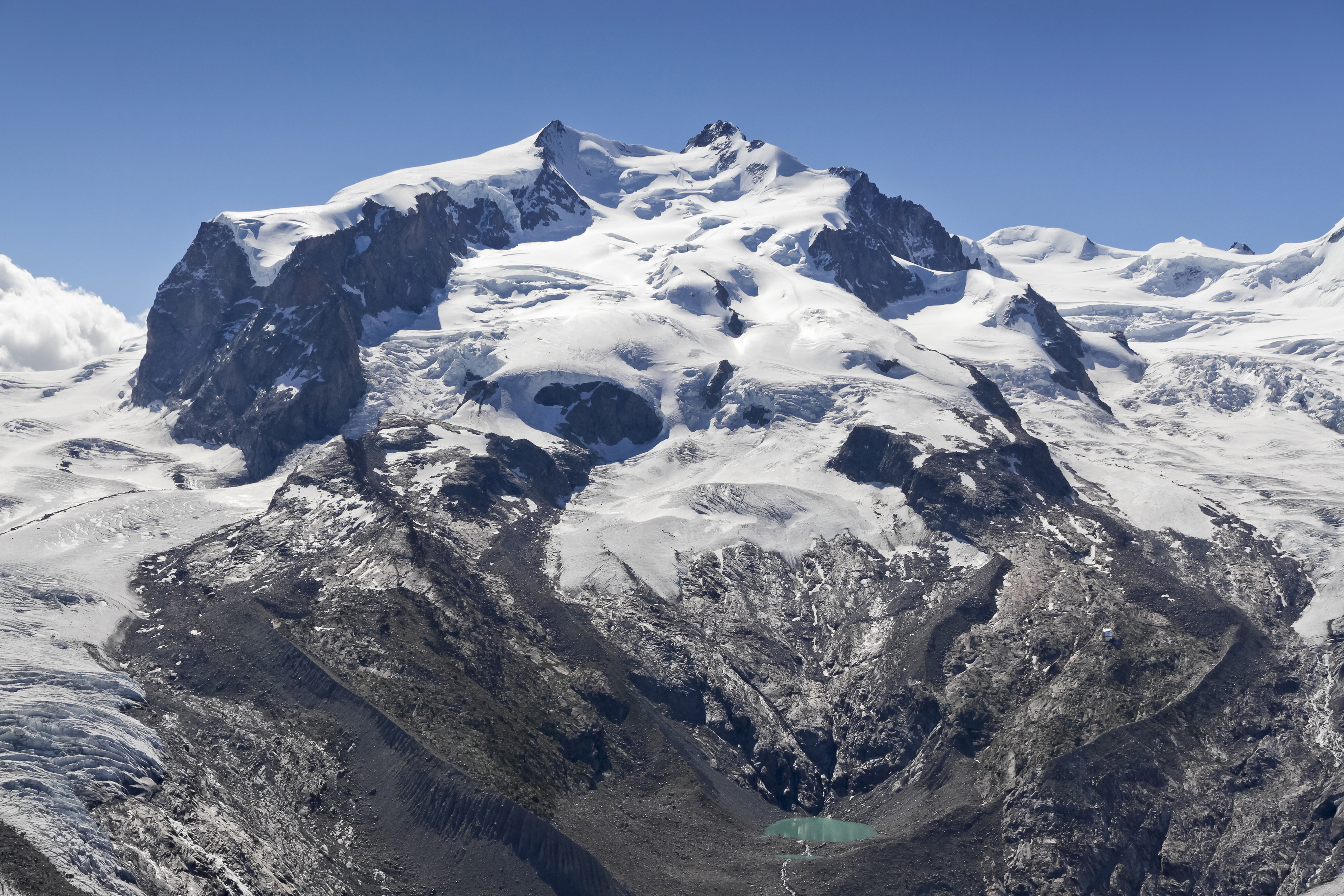
Dufourspitze, nejvyšší hora Švýcarska

Valais (s výjimkou menších oblastí za průsmyky Simplon a Gemmi) tvoří zejména údolí Rhôny (německy Rotten) od Rhônského ledovce (Rhonegletscher) po Ženevské jezero a boční údolí Rhôny. Na severu se rozkládají Bernské a Vaudské Alpy, na jihu Walliské Alpy s nejmohutnějšími a nejvyššími horskými masivy Alp (Monte Rosa, Mischabel a Weisshorn). Padesát zdejších vrcholů převyšuje 4 000 metrů. Nejvyšší hory ve Walliských Alpách a zároveň i ve Švýcarsku jsou Dufourspitze 4634 m n. m. (nejvyšší hora Švýcarska, a tedy i kantonu), Nordend 4609 m n. m., Zumsteinspitze 4563 m n. m., Signalkuppe 4554 m n. m., Dom 4545 m n. m. (nejvyšší hora ležící celá na švýcarském území), Lyskamm 4527 m n. m., Weisshorn 4505 m n. m., Täschhorn 4490 m n. m., Matterhorn 4478 m n. m., Parrotspitze 4432 m n. m., Dent Blanche 4357 m n. m., Ludwigshöhe 4341 m n. m., Nadelhorn 4327 m n. m., Grand Combin 4314 m n. m. a Lenzspitze 4294 m n. m. Ve Valais se nacházejí tři největší ledovce v Alpách: Aletschský ledovec, Gornerský ledovec a Fiescherský ledovec.
Hlavní údolí horního Valais, stejně jako údolí Vispertal, je díky ochraně okolních hor výrazně suché a teplé, se stepním klimatem. Zásobování vodou je na mnoha místech zajištěno vodovody, tzv. Suonen (německy) nebo bisses (francouzsky), které v oblastech s nízkými srážkami ve Valais pocházejí přinejmenším z římských dob.
Nejnižší bod ve výšce 372 m n. m. se nachází na břehu Ženevského jezera.
Valais sousedí na západě s Francií, na severozápadě s kantonem Vaud, na severu s kantonem Bern, na východě s kantony Uri a Ticino a jižní hranici sdílí s Itálií.

## Historie
Po roce 57 př. n. l. byla oblast dnešního Valais, kterou Římané nazývali Vallis Poenina, dobyta a stala se římskou provincií Alpes Poeninae. Kolem roku 888 se Valais stalo součástí Burgundského království. V roce 999 daroval burgundský král Rudolf III. hrabství Valais se všemi jeho právy a výsadami sionskému biskupovi. Od druhé poloviny 15. století až do roku 1798 bylo Valais, zahrnující z počátku jen asi tři pětiny území dnešního kantonu, rozděleno na sedm autonomních desátků, a proto se mu také říkalo Republika sedmi desátků. Zbytek kantonu, tvořený Dolním Valais, byl podřízen této republice od roku 1475 a žádnou autonomii v jejím rámci neměl. Tato republika si v 16. století vymohla nezávislost na sionské diecézi. V roce 1802 Napoleon Bonaparte vyhlásil oblast nezávislou republikou Valais a v roce 1810 francouzským departementem Simplon. V roce 1815 se Valais stalo 22. kantonem, který se připojil ke Švýcarské konfederaci. 
Volební právo žen bylo v kantonu Valais zavedeno roku 1970. V roce 2000 došlo k velkým záplavám na řece Rhôně.

## Obyvatelstvo

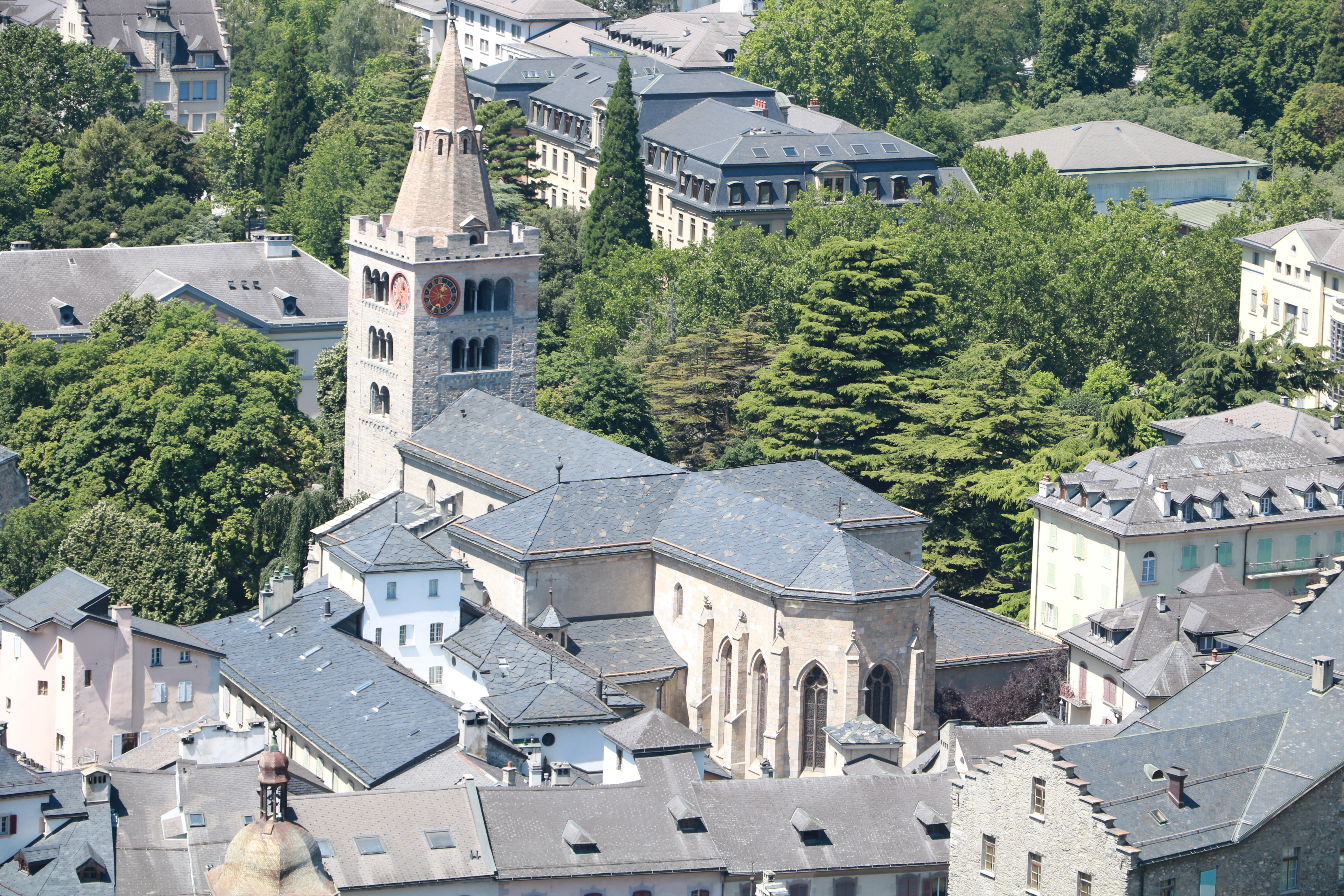
Katedrála v Sionu

K 31. prosinci 2023 žilo v kantonu Valais 365 844 obyvatel. Hustota zalidnění 70 obyvatel na km² je výrazně pod švýcarským průměrem (212 obyvatel na km²). Podíl cizinců (obyvatel přihlášených k trvalému pobytu, avšak bez švýcarského občanství) činil k 31. prosinci 2021 23,2 %, zatímco v celé zemi bylo registrováno 25,7 % cizinců. Ke konci roku 2021 činila míra nezaměstnanosti 2,9 %, na spolkové úrovni pak 2,1 %.

### Jazyky
Východně od města Sierre, v horním Valais, se mluví německy nebo walliským dialektem (tzv. Walliserdeutsch). Ve středním Valais, západně od Sierre a v dolním Valais se mluví francouzským nebo částečně franko-provensálským dialektem. Jazykovou hranici severně od Rhôny tvoří malý potok Raspille mezi Sierre a obcí Salgesch. Jižně od řeky Rhôny se jazyková hranice táhne lesem Pfynwald. Úředními jazyky kantonu jsou francouzština i němčina, úředními jazyky jednotlivých obcí jsou francouzština nebo němčina. V roce 2019 hovořilo 67,8 % obyvatel francouzsky a 24,6 % německy. Italštinu uvedlo jako svůj primární jazyk 4,6 procenta obyvatel.

### Náboženství
Římskokatolická církev (diecéze Sion) a evangelická reformovaná církev ve Valais jsou veřejnoprávně uznány; kromě toho mohou být uznány i jiné denominace.
V roce 2017 se 77,2 % (263 484 osob) z celkového počtu obyvatel kantonu Valais hlásilo k římskokatolické církvi a 5,9 % (20 071 osob) k evangelické reformované církvi (100 %: 341 463 osob). V roce 2019 se 68,9 % z celkového počtu obyvatel kantonu Valais hlásilo ke katolickému vyznání, zatímco 5,6 % k protestantskému.
Kromě římskokatolické a reformované církve nejsou od sčítání lidu v roce 2000 k dispozici žádné údaje o náboženské příslušnosti všech obyvatel kantonu Valais. Spolkový statistický úřad BFS však provádí výběrová šetření, v nichž jsou zaznamenána i další náboženská společenství v kantonu Valais. Ve výběrovém šetření z roku 2017 se 3,3 % respondentů starších 15 let v kantonu Valais hlásilo k jinému křesťanskému vyznání (ani k římskokatolickému, ani k evangelicko-reformovanému), 3,4 % k muslimskému vyznání, 0,7 % uvedlo, že jsou členy jiného náboženského společenství, a 15,3 % bylo bez vyznání.

### Emigrace
Mnoho lidí z alpských kantonů se alespoň dočasně stěhuje do městských center ve středním Švýcarsku. Tento migrační pohyb se týká i Valais. Každoročně opouští údolí řada převážně mladých lidí, kteří odcházejí za prací jinam nebo absolvují učňovské obory na vysokých školách (univerzity apod.), odborných školách (učiliště apod.) nebo v podnicích. Většina z nich to dělá proto, že možnosti ve Valais jsou omezené. Někteří obyvatelé, žijící mimo kanton, mají vlastní rekreační domy, které využívají k turistice nebo lyžování. Někteří z emigrantů se po několika letech nebo po vyučení vracejí do Valais. Zejména pro absolventy vysokých škol je často obtížné najít ve Valais práci, která by odpovídala jejich vzdělání. Podle statistických průzkumů z roku 2004 přibližně dva ze tří obyvatel Valais s vysokoškolským vzděláním po ukončení studia ve svém domovském kantonu nepracovali. Valais tak každoročně přichází o velký počet vysoce kvalifikovaných pracovníků, a tím i o kapitál (odliv talentů). Kanton ročně investuje přibližně 50 milionů švýcarských franků do vysokoškolského vzdělávání lidí, kteří budou v budoucnu pracovat a žít mimo kanton.

## Politika

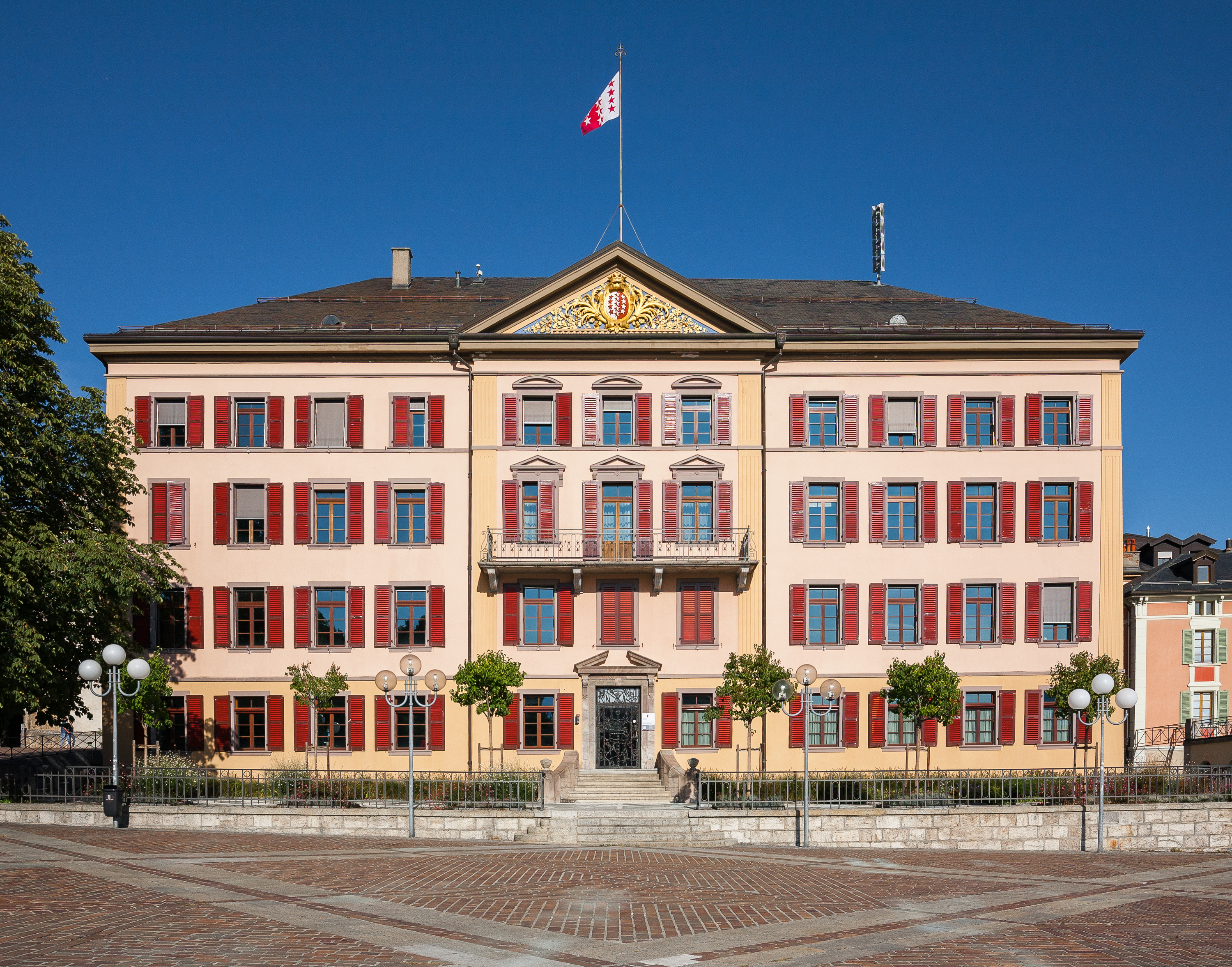
Palais du Gouvernement v Sionu

Kanton Valais je dle své ústavy republikou. Současná kantonální ústava pochází z 8. března 1907; od té doby prošla mnoha dílčími revizemi.

### Legislativa

Logo kantonu

Zákonodárným orgánem (parlamentem) je Velká rada (francouzsky Grand Conseil, německy Grosser Rat). Má 130 členů volených občany na základě poměrného zastoupení na čtyřleté funkční období. Současně s poslanci se volí 130 náhradníků.
O zákonech přijatých Velkou radou se hlasuje, pokud o to do 90 dnů od jejich zveřejnění požádá 3000 voličů (nepovinné referendum). Dílčí a částečné revize kantonální ústavy podléhají povinnému referendu. Lid má také právo požadovat vypracování, změnu nebo zrušení zákona nebo vypracování či změnu ústavy prostřednictvím lidové iniciativy. Pro zákonodárnou iniciativu je zapotřebí podpis 4000 voličů, pro ústavní iniciativu 6000 voličů.

### Vláda
Nejvyšším výkonným a správním orgánem je Státní rada (francouzsky Conseil d'État), která se skládá z pěti členů. Je volena přímo občany většinovým hlasováním na čtyřleté funkční období. Tři ústavní regiony (Horní, Střední a Dolní Valais) mají nárok na nejméně jedno křeslo ve Státní radě. Klauzule o okresech brání tomu, aby byl jeden okres zastoupen ve Státní radě dvakrát.
Předseda vlády (francouzsky Premier titulaire), jakož i jeho zástupci (zástupci vlády na okresní úrovni) jsou jmenováni Státní radou.
Vláda zasedá v budově Palais du Gouvernement v Sionu.

### Soudnictví
Nejvyšším kantonálním soudem je kantonální soud se sídlem v Sionu. Je odpovědný za občanskoprávní a trestní věci, jakož i za právo sociálního zabezpečení a správní právo. Pro občanskoprávní a trestní věci v prvním stupni existuje devět okresních soudů. Na komunální úrovni existuje komunální magistrát jako rozhodčí orgán a policejní soud.

### Správní členění

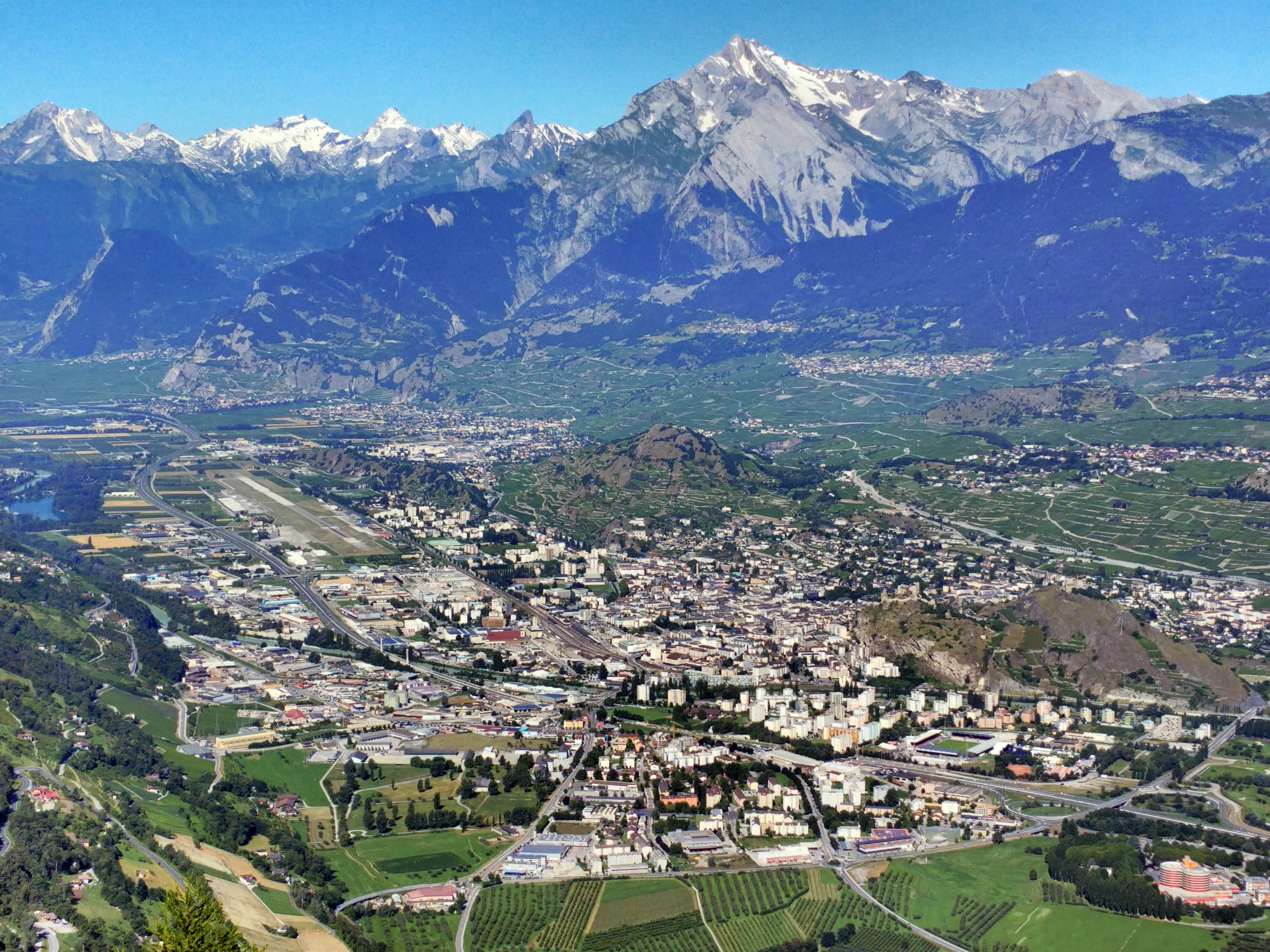
Sion, hlavní město kantonu

K 1. lednu 2021 tvořilo kanton Valais celkem 122 samostatných obcí, z čehož sedm obcí s více než 10 000 obyvateli, viz následující tabulka:
| Obec                | Počet obyvatel |
| ------------------- | -------------- |
| Sion (hlavní město) | 34 978         |
| Martigny            | 20 276         |
| Monthey             | 17 820         |
| Sierre              | 16 819         |
| Brig-Glis           | 13 221         |
| Naters              | 10 290         |
| Crans-Montana       | 10 218         |

#### Okresy

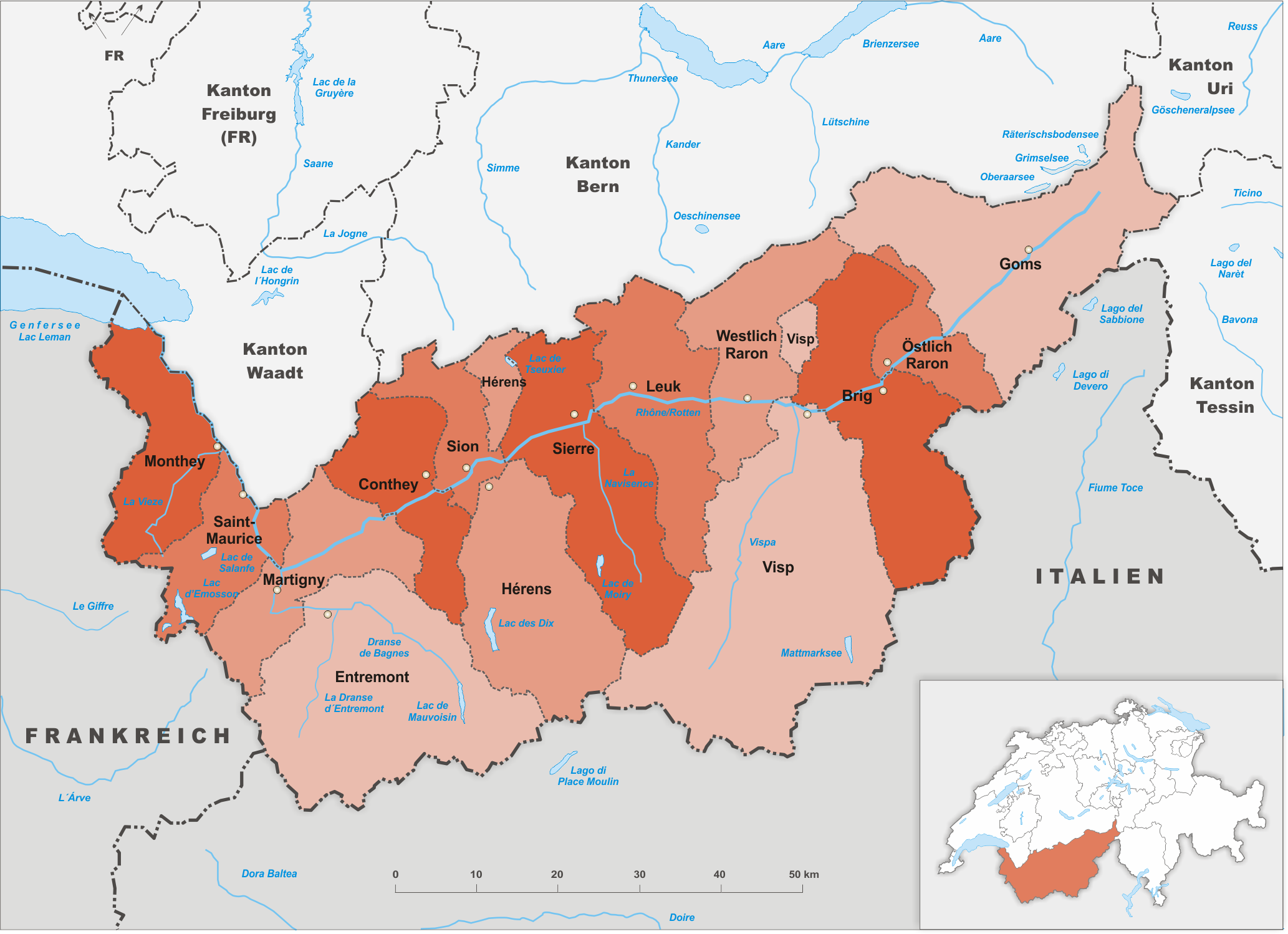
Mapa okresů kantonu Valais

Valais má 13 okresů, které vznikly ze 13 menších správních celků. Na kantonálním znaku je znázorňuje 13 hvězd.
Dva „polookresy“ Westlich Raron a Östlich Raron tvořily dříve jeden správní celek a dnes nesou stejné číslo okresu přidělené Spolkovým statistickým úřadem (BFS).
| Region                        | Okres          | Počet obyvatel | Hlavní město  |
| ----------------------------- | -------------- | -------------- | ------------- |
| Oberwallis (Horní Valais)     | Goms           | 4377           | Münster       |
| Oberwallis (Horní Valais)     | Östlich Raron  | 11 098         | Mörel-Filet   |
| Oberwallis (Horní Valais)     | Westlich Raron | 11 098         | Raron         |
| Oberwallis (Horní Valais)     | Brig           | 27 360         | Brig-Glis     |
| Oberwallis (Horní Valais)     | Visp           | 28 547         | Visp          |
| Oberwallis (Horní Valais)     | Leuk           | 12 434         | Leuk          |
| Mittelwallis (Střední Valais) | Sierre         | 49 427         | Sierre        |
| Mittelwallis (Střední Valais) | Sion           | 48 447         | Sion          |
| Mittelwallis (Střední Valais) | Conthey        | 29 424         | Conthey       |
| Mittelwallis (Střední Valais) | Hérens         | 10 953         | Vex           |
| Unterwallis (Dolní Valais)    | Entremont      | 15 519         | Sembrancher   |
| Unterwallis (Dolní Valais)    | Martigny       | 48 906         | Martigny      |
| Unterwallis (Dolní Valais)    | Saint-Maurice  | 14 102         | Saint-Maurice |
| Unterwallis (Dolní Valais)    | Monthey        | 47 912         | Monthey       |
| Celkem (13)                   |                | 348 503        |               |

## Hospodářství

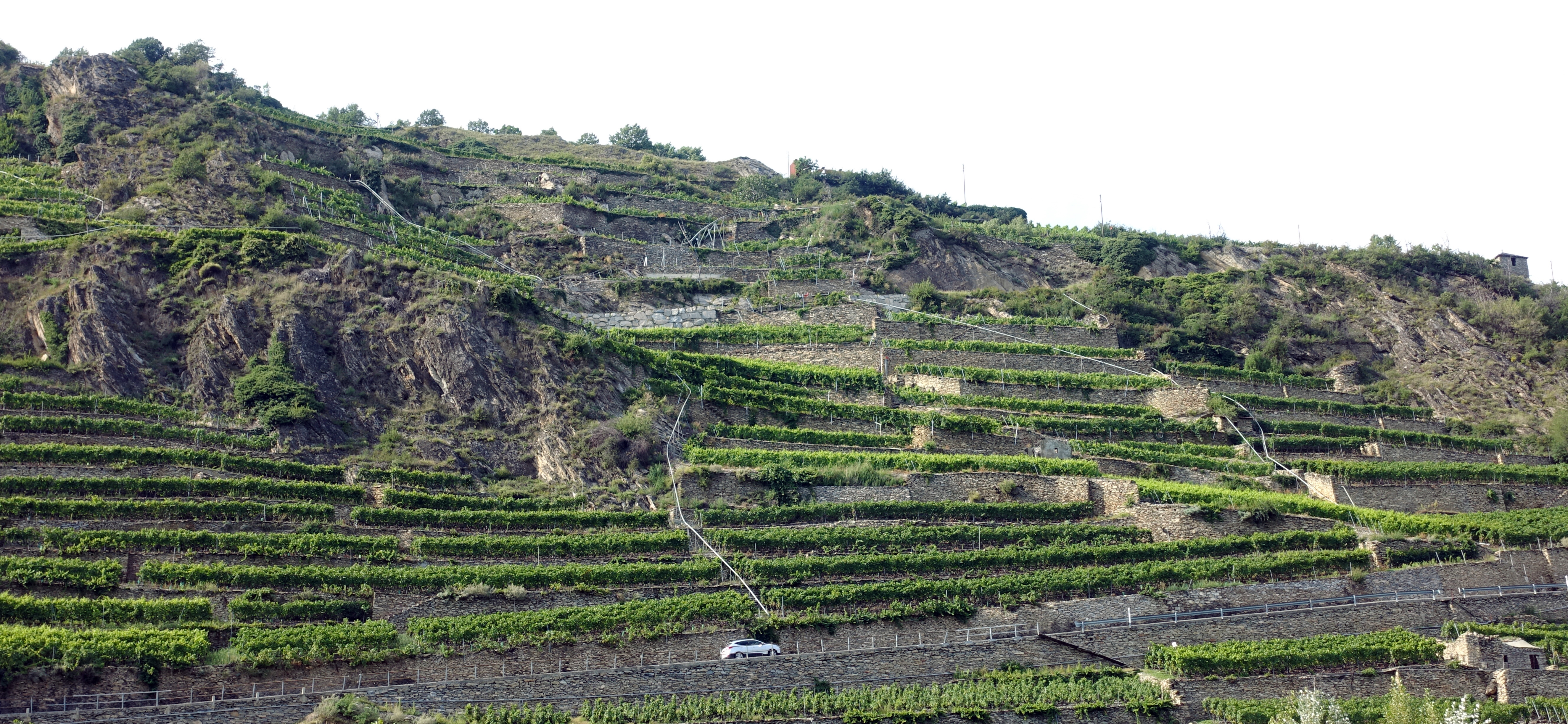
Terasovité zemědělství v nížinatých oblastech Valais

Nejdůležitějším hospodářským odvětvím ve Valais je cestovní ruch. Mezi hlavní turistické atrakce patří hora Matterhorn poblíž obce Zermatt, oblíbené jsou i další části zdejších hor, například údolí Val d’Anniviers. Vedle turistiky je stále důležité i zemědělství. Zejména vinařství, provozované v nížině Rhôny, má v rámci Švýcarska velký význam.

### Zemědělství

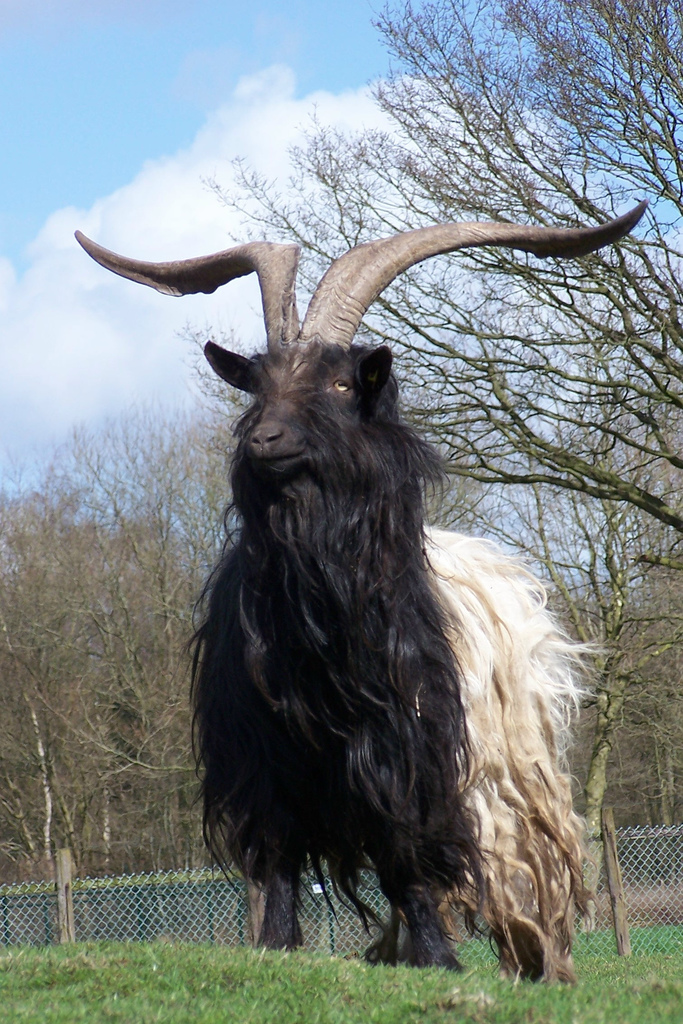
Walliská černostrakatá koza

Na jižních svazích údolí Rhôny se vinná réva pěstuje v Dolním Valais (v celém regionu) a ve Středním Valais (částečně) a na některých místech v bočních údolích až do Horního Valais. Valais je s více než 5236 hektary vinic největší vinařskou oblastí ve Švýcarsku. Bylo prokázáno, že v kantonu Valais se pěstovala vinná réva již v letech 800 až 600 př. n. l. Kromě hlavní odrůdy Fendant se v poslední době stále více používají staré, místně typické odrůdy, jako je Humagne (bílá a červená), Petite Arvine (aromatické bílé víno ze staré autochtonní odrůdy), Amigne, Resi nebo Malvoisie. Ve Visperterminen se nachází nejvýše položená vinice severně od hlavního alpského hřebene, v nadmořské výšce 650 až 1150 m. V údolí Val d’Anniviers se vyrábí ledové víno, a také různé typy oxidativních vín.
Ovoce se ve Valais pěstuje ve velkém měřítku; přibližně 95 % švýcarských meruněk a polovina hrušek pochází z tohoto kantonu. Zeleninou s největšími pěstebními plochami jsou v sestupném pořadí mrkev, květák, raná mrkev a cibule. Zejména pěstování chřestu nabylo v posledních deseti letech na významu; bílý a zelený chřest mají nyní dohromady třetí největší pěstitelskou plochu mezi zeleninou. Šafrán se v Mundu (část obce Naters) pěstuje již od středověku; předpokládá se, že se do Švýcarska dostal prostřednictvím poutníků nebo žoldnéřů. Při chovu dobytka se šafrán těší velké oblibě.
V živočišné výrobě má vedle klasického chovu dojnic významné postavení chov ovcí a koz. Vysokohorské podmínky jsou stále častěji vnímány jako příležitost nabídnout vzácným a ohroženým druhům šanci na přežití, například kozorožcům nebo koze walliské černostrakaté. Dochází však ke konfliktům mezi chovem hospodářských zvířat a ochranou druhů, například v souvislosti s reintrodukcí vlka. Vlk migruje z Francie a Itálie do kantonu Valais již od 80. let 20. století, ale zemědělci, kteří se obávají o svá zvířata, a lovecká lobby jej nadále velmi ohrožují. V roce 2020 se odhadovalo, že v kantonu Valais žije 20 % švýcarské vlčí populace.
V roce 2020 obhospodařovalo 20,6 % zemědělské půdy ekologickou formou 387 zemědělských podniků.

### Přehrady

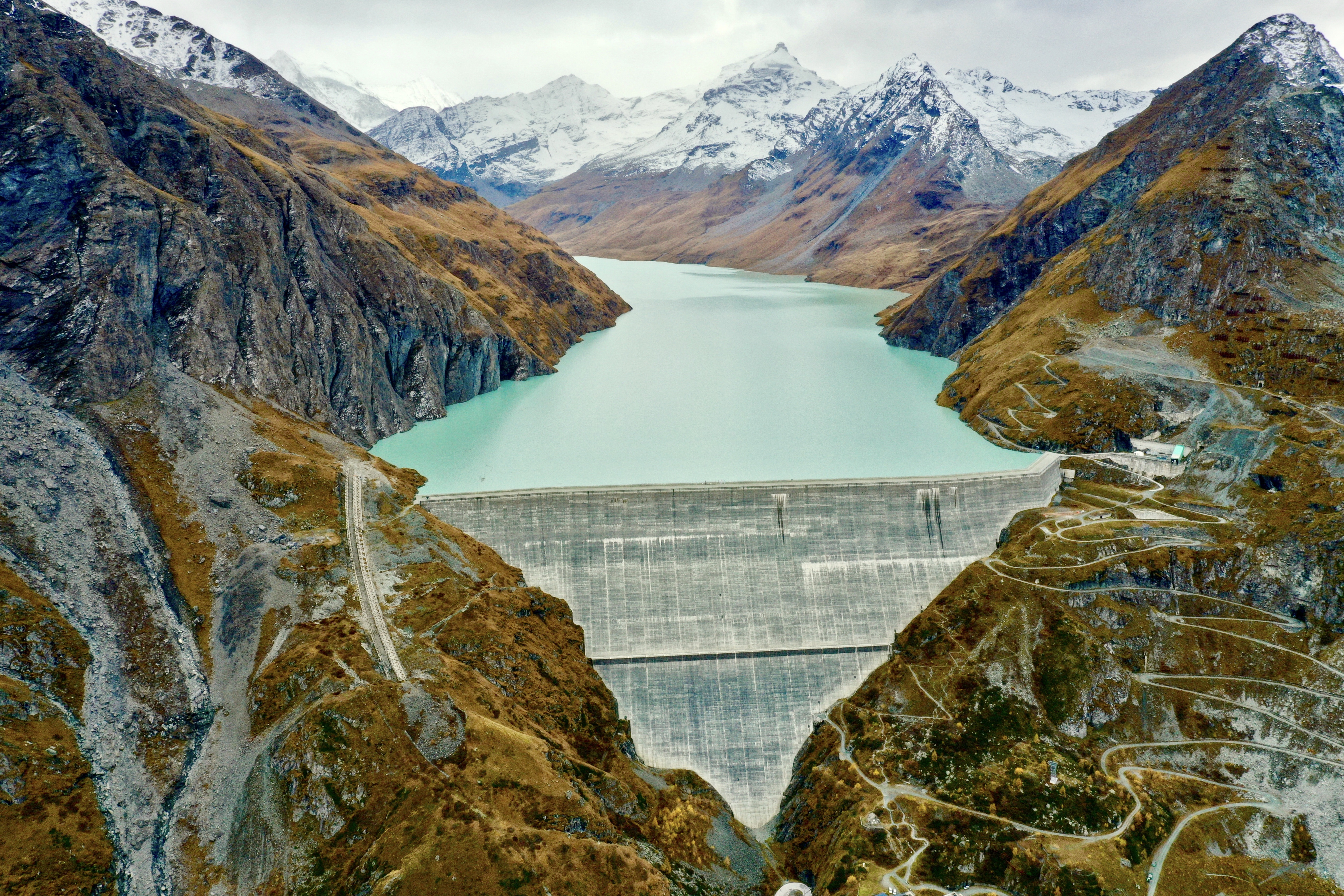
Přehrada Grande Dixence

Přehrada Grande Dixence na jezeře Lac des Dix je s výškou hráze 285 metrů jednou z nejvyšších na světě a nejvyšší v Evropě. Nádrž se nachází v nadmořské výšce 2365 m n. m. a má kapacitu 400 milionů metrů krychlových vody. Druhou nejvyšší přehradou ve Švýcarsku je Lac de Mauvoisin s výškou hráze 250 metrů. Lac de Tseuzier se nachází v údolní kotlině obklopené horami do výšky 3200 m n. m. Lac de Moiry má světle tyrkysovou barvu a leží na trase závodu přes Alpy (Race across the Alps). Parc d'Attractions du Châtelard zpřístupnil oblast kolem jezera Lac d'Emosson a u jezera Lac du Vieux Emosson o 300 metrů výše se nachází více než 800 stop dinosaurů starých asi 250 milionů let. Severně od průsmyku Sanetsch bylo v letech 1959–1966 přehrazeno jezero Sanetsch.
Při stavbě přehrady u nádrže Mattmark v roce 1965 došlo k jedné z nejhorších nehod švýcarského stavitelství - 88 stavebních dělníků zahynulo, když se na jejich chatrč zřítil ledovcový splaz. Griessee na hranicích s Itálií je napájeno ledovcem Gries, nádrž Ferden byla vybudována v roce 1975 a je dlouhá 1 km. Nad soutěskou Massa se nachází vodní nádrž Gibidum, kterou napájí největší alpský ledovec Aletsch.

## Doprava

### Železniční doprava

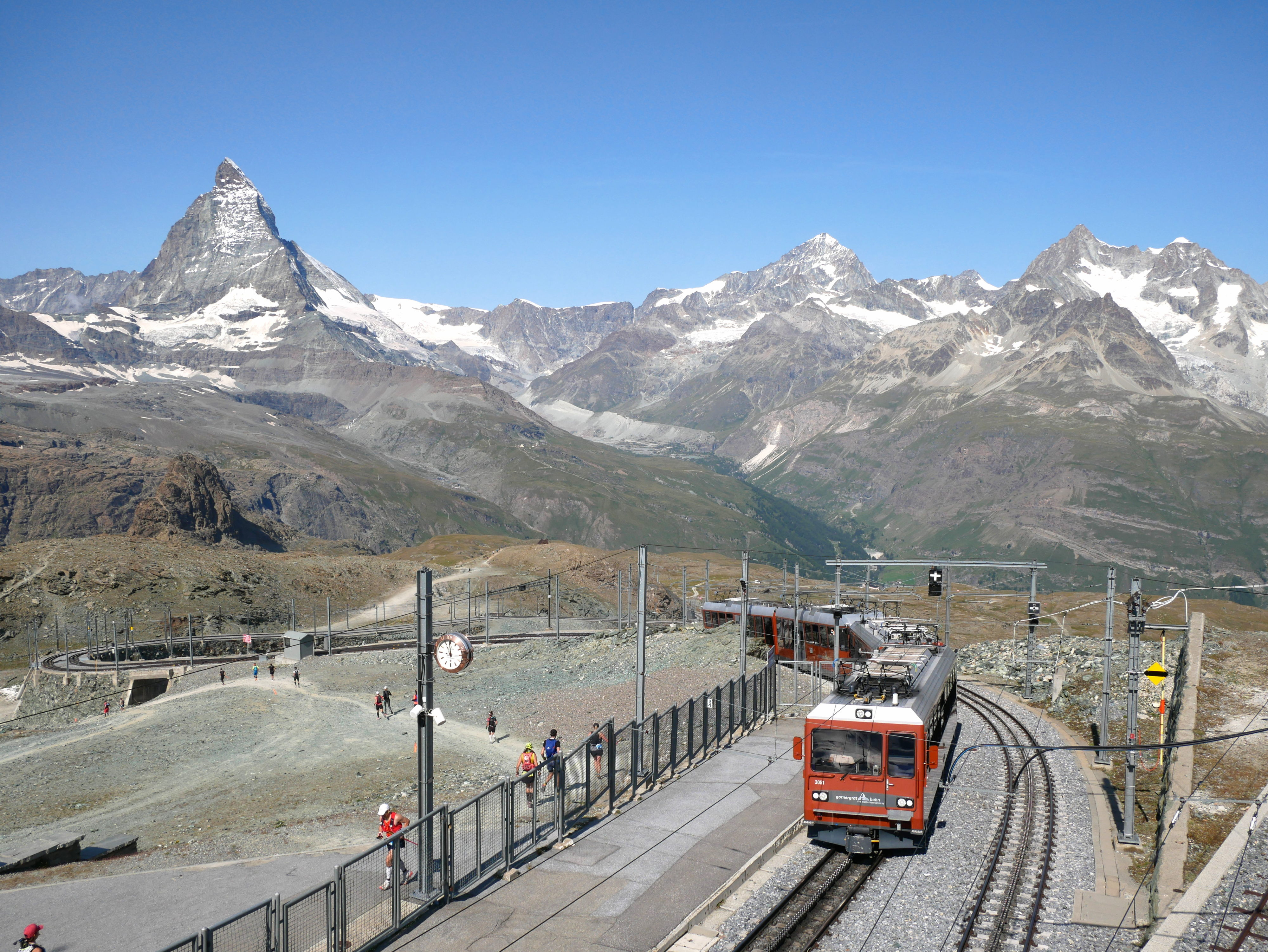
Vlak Gornergratbahn pod Matterhornem

Přes Valais jezdí několik dálkových rychlíkových linek a stanice Visp a Brig-Glis jsou důležitými uzly. Stanice Brig leží na trati Ženeva – Lausanne – Milán (trať údolím Rhôny) a Basilej – Bern – Milán a vlaky pro přepravu automobilů odtud jezdí Simplonským tunelem do Iselle di Trasquera. Lötschberský úpatní tunel byl zprovozněn v roce 2007 a stanice Visp se tak stala přestupní stanicí pro okolní města a obce. Vzhledem k nárůstu železniční dopravy a souvisejícím infrastrukturním projektům se počet obyvatel Vispu od otevření tunelu výrazně zvýšil.
Mezi další tratě patří Simplonská dráha (Lausanne–Simplon), původní horský úsek Lötschberské dráhy (Bern-Lötschberg-Simplon, zkratka BLS), Martigny – Orsières – Le Châble a Saint-Maurice – Saint-Gingolph.
Ve Valais se nachází několik úzkorozchodných železnic, z nichž některé jsou ozubnicové. Síť železnic společnosti Matterhorn Gotthard Bahn se skládá z bývalých železnic Brig-Visp-Zermatt-Bahn a Furka-Oberalp-Bahn. Dráha Furka-Oberalp-Bahn vede přes kantony Graubünden, Uri a Valais přes průsmyky Furka a Oberalp do Brigu, odkud pokračuje dráha Brig-Visp-Zermatt-Bahn do Vispu a na konečnou stanici v Zermattu. Kvůli rozdílnému rozchodu kolejí má společnost Transports de Martigny et Régions (dříve fungující pod názvem MO-MC) dvě samostatné železniční sítě; vznikla sloučením železnice Martigny-Orsières (MO) se standardním rozchodem kolejí a dráhy Martigny-Châtelard (MC) s metrovým rozchodem. Expres Saint-Bernard provozuje MO a jedná se o železnici standardního rozchodu z Martigny přes Sembrancher s odbočkami do Orsières a Le Châble. MC provozuje Mont-Blanc Express s metrovým rozchodem a jednotlivými strmými úseky jako ozubnicovou železnici z Martigny přes Salvan až do pohraniční stanice Le Châtelard, odkud SNCF dále provozuje trať do francouzského Chamonix-Mont-Blanc. Dráha Aigle-Ollon-Monthey-Champéry je dráha taktéž s metrovým rozchodem, která vede z Aigle přes Ollon a Monthey do Champéry. Je jednou z pěti linek společnosti Transports Publics du Chablais. Ze Zermattu vede dráha Gornergratbahn na hřeben Gornergrat, kde se nachází konečná stanice v nadmořské výšce 3089 metrů. Po Jungfraubahn je tak druhou nejvýše položenou horskou železnicí v Evropě.
Kromě toho je zde 78 poštovních autobusových linek, zajišťujících meziměstskou dopravu a městskou dopravu v aglomeracích Brig-Glis/Naters, Monthey/Collombey-Muraz, Sion a Martigny a mnoho turistických horských železnic.

### Silniční doprava

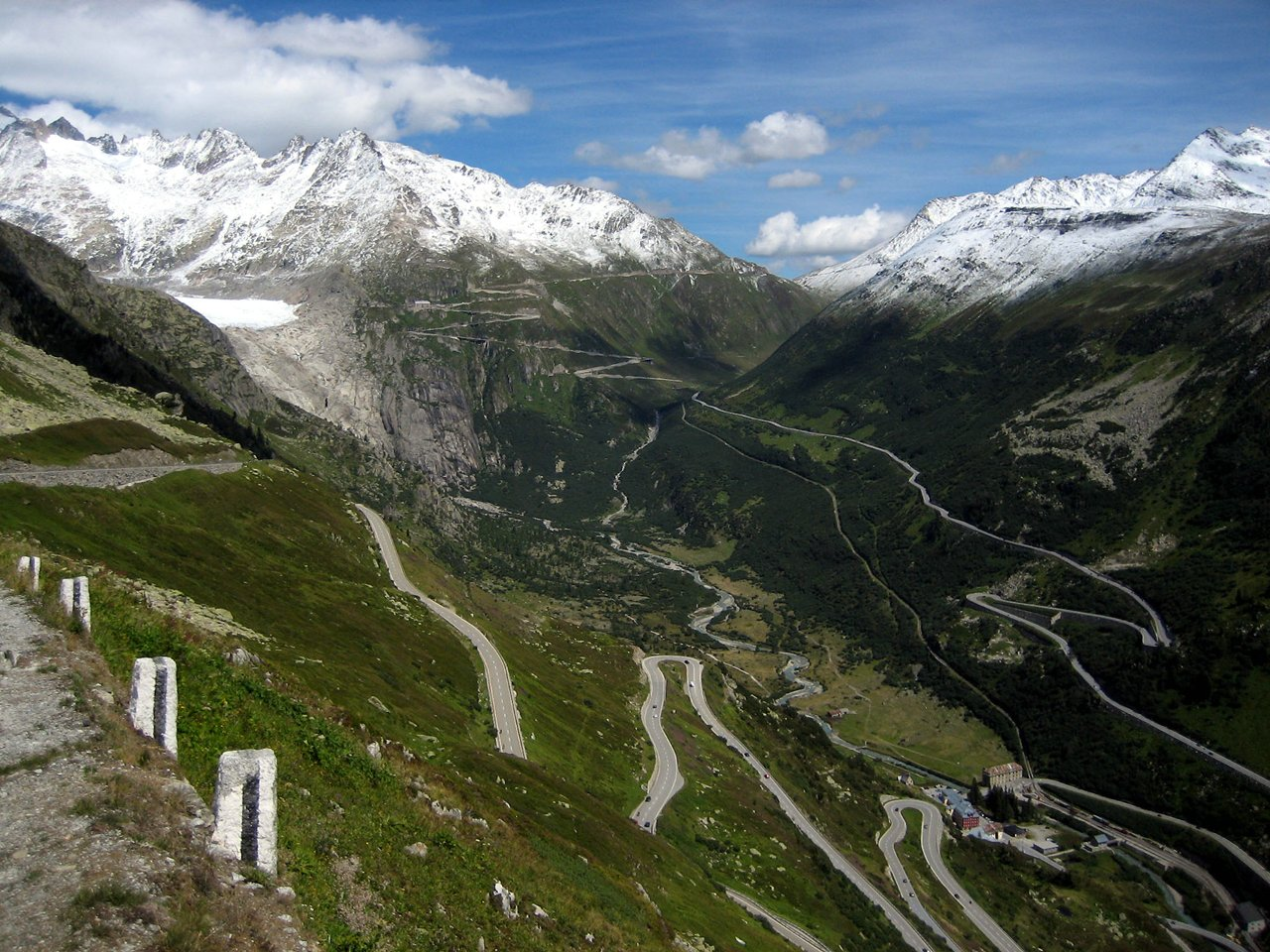
Silnice přes průsmyk Furka

Dálnice A9 prochází kantony Vaud a Valais a ve Valais je částečně směrově oddělená. V roce 2016 byl dokončen úsek v Horním Valais mezi obcemi Susten a Gampel. Celá spojnice ze Sierre Est do Gamsenu stále není dokončena; mezi hlavní problémy patří úsek ze Sierre Est do Sustenu, který vede přes chráněný přírodní park Pfynwald, a tunel Visp, jehož dokončení je geologicky velmi obtížné. Dálnice v tomto úseku není čtyřproudá a směrově oddělená.
Nejznámějšími a nejdůležitějšími průsmyky jsou Simplonský průsmyk a Velký Svatobernardský průsmyk z Itálie a Pas de Morgins a Col de la Forclaz z Francie. Pro spojení s ostatními kantony je to průsmyk Nufenenpass do Ticina, průsmyk Furka do Uri a v kantonu Bern průsmyky Grimsel a Sanetsch. Sanetschpass je však přístupný pouze ze strany Valais; výstavba silnice z nedaleké obce Gsteig bei Gstaad v kantonu Bern by byla kvůli strmému terénu příliš nákladná. V roce 2021 činila míra automobilizace (počet osobních automobilů na 1000 obyvatel) 651.